# はくちょう座V1489星
はくちょう座V1489星 (V1489 Cygni) とは、地球から見てはくちょう座の方向に約5250光年離れた位置にある赤色超巨星である。2023年現在で観測されている恒星の中では最も直径の大きな恒星である。

## 大きさ
はくちょう座V1489星の直径は約23億kmと、太陽の1650倍もある巨大なものである。この値は、直径推定値の不確実性が高いウェスタールンド1-26(1951 – 2544 R☉)や、（近年の観測では当初の値より小さくなっているものの）推定値の幅が大きいことによりはくちょう座V1489星の直径を超える可能性のあるいっかくじゅう座V838星(1140 - 1940 R☉)を除き、直径が一定程度精度良く求まっている中では最も大きな恒星となるものである。
太陽直径の1650倍という値は、はくちょう座V1489星を仮に太陽系に置きその中心を太陽の位置とした場合、恒星表面は木星軌道と土星軌道の間に位置することとなるほど大きい。ただし、質量は太陽の25倍から40倍と直径の割には小さいため、平均密度は8000kg/km3にしかならない。比較対象として、同体積の1気圧の空気はこの約16万倍、太陽の平均密度を用いた場合は1億7600万倍の質量を持つこととなる。
最も直径の大きな恒星としては従来はおおいぬ座VY星が有名であったが、従来の直径推定値である太陽直径の1800倍から2100倍という値が最近になって1420倍に改められた結果、2012年時点での順位は6位とかなり下がっている。

## 明るさ
はくちょう座V1489星の光度（単位時間当たりのエネルギー放出量）は太陽の27万倍にも達し極めて大きいが、絶対等級（基準距離から見た場合の視等級）は5.566と太陽の4.8を下回っている。また、地球から約5250光年という遠距離にあり、地球から見た明るい星との距離を大幅に上回る（視等級2.5以上の恒星はそのほとんどが距離1000光年の範囲に収まる）水準であることもあり、視等級は16.60とかなり暗い。
はくちょう座V1489星は940日の変光周期を持つ半規則型変光星でもある。半規則的なのは、はくちょう座V1489星が脈動変光星であると同時に、後述するように自身の質量を少しずつ放出しているためである。

## 質量放出
はくちょう座V1489星は極めて巨大な赤色超巨星であり、表面での重力は太陽の約80000分の1、地球と比較しても約2900分の1しかない。重力による束縛が極めて弱い表面から年間で1兆×4000億トン、太陽質量の0.02%に相当する物質が放出されている。流れ出した物質による恒星風の速度は極めて遅く、約23km/sである。比較対象として太陽の恒星風（太陽風）の地球公転軌道付近における速度は、平均で約450km/sとされている。
スペクトル線による分析からみたはくちょう座V1489星が放出した星間物質は、酸素に富む組成をしている。他には水、一酸化炭素、シアン化水素、二酸化硫黄、硫化水素のほか、一酸化ケイ素、一酸化硫黄、一硫化炭素といったユニークな星間分子も発見されている。

## その他
はくちょう座V1489星は1965年にゲリー・ノイゲバウアーらによって発見された。はくちょう座V1489星が別名はくちょう座NMLと呼ばれるのは、発見者3名の名前の頭文字（Neugebauer・Martz・Leighton）にちなんでいる。
はくちょう座V1489星は、極めて大質量の明るい恒星を含むはくちょう座OB2星団に属している。